# Bernhard Hermann Röttger
Bernhard Hermann Röttger (* 18. Juni 1891 in Würzburg; † 1972) war ein deutscher Kunsthistoriker und Denkmalpfleger. 

## Leben
Er studierte Kunstgeschichte und wurde 1921 an der Universität München mit einer Arbeit zu Hans Mielich bei Heinrich Wölfflin promoviert.
Röttger war als Hauptkonservator am Bayerischen Landesamt für Denkmalpflege tätig.
Bernhard Hermann Röttger erstellte in der Reihe Die Kunstdenkmäler von Bayern mehrere Inventarbände, die heute als Standardliteratur gelten. Schwerpunkte bildeten Bände  
für Unter- und Oberfranken, Niederbayern und die Pfalz. Zu seinen Publikationen zählen Schriften zum Schloss Mespelbrunn, zur Stadt Würzburg, zum Kloster Prüfening oder zum Kloster Sankt Emmeram. Er befasste sich 1925 mit dem Maler Hans Mielich.

## Schriften (Auswahl)
Die Kunstdenkmäler von Bayern
- Band 3: Die Kunstdenkmäler von Unterfranken und Aschaffenburg
  - Heft 23: mit Adolf Feulner: Bezirksamt Obernburg. München 1925.
  - Heft 24: mit Adolf Feulner: Bezirksamt Aschaffenburg. München 1927.
- Band 4:  Die Kunstdenkmäler von Niederbayern
  - Heft 11: Bezirksamt Wegscheid. München 1924.
  - Heft 20: Bezirksamt Bogen. München 1929.
- Band 6: Die Kunstdenkmäler der Pfalz
  - Heft 3: Stadt und Bezirksamt Speyer. München 1934.
  - Heft 6: Stadt und Bezirksamt Ludwigshafen am Rhein München 1936.
  - Heft 7:  Bezirksamt Kirchheimbolanden. München 1938.
- Band 8: Die Kunstdenkmäler von Oberfranken
  - Heft 1: mit Max Piendl: Landkreis Wunsiedel und Stadtkreis Marktredwitz. München 1954.

Weitere Veröffentlichungen
- Die unterfränkische Stadt. Augsburg 1924.
- Der Maler Hans Mielich. München 1925.
- Malerei in Unterfranken. Augsburg 1926.
- Die oberpfälzische Stadt. Augsburg 1926.
- Die Stadt Würzburg. Augsburg 1927.
- Malerei in der Oberpfalz. Augsburg 1927.